# 山谷駅 (東京都)
山谷駅（さんやえき）は、東京都渋谷区にあった東京急行電鉄小田原線の駅である。

## 概要
現在より200mほど新宿駅寄りにあった南新宿駅と、参宮橋駅との間にあった駅である。現在の南新宿駅から小田原方面側の2つ目の踏切付近にあった。営業時は、各停のみ停車した。
南新宿・参宮橋両駅に近接し過ぎ（駅間距離はそれぞれ400 m、500 m）ていることから乗降客は少なく、1945年（昭和20年）に休止され、その1年後に廃止された。廃止理由について、生方良雄は「第二次世界大戦中に戦災を受けたことをきっかけに廃止されたと書かれているものも見たが、この地区には戦災による焼失はない」としている。

## 歴史
- 1927年（昭和2年）4月1日：小田原急行鉄道線（当時）開通時に開設[1]。
- 1941年（昭和16年）3月1日：親会社鬼怒川水力電気が小田原急行鉄道を合併、小田急電鉄へ改称。同社小田原線の駅となる。
- 1942年（昭和17年）5月1日：小田急電鉄が東京急行電鉄に吸収合併、同社小田原線の駅となる。
- 1945年（昭和20年）7月1日：休止[1]。
- 1946年（昭和21年）6月1日：廃止[2]。

## 隣の駅
東京急行電鉄
小田原線
南新宿駅 - 山谷駅 - 参宮橋駅